# Nguyễn Tiến Dũng
Nguyễn Tiến Dũng (sinh năm 1970, tại Hà Nội, Việt Nam) hay Nguyễn Tiến Zũng là một giáo sư Toán học mang hai quốc tịch Pháp và Việt Nam. Ông giành huy chương vàng Olympic Toán quốc tế (IMO) vào năm 1985 ở tuổi 15 và cho đến nay vẫn là học sinh Việt Nam nhỏ tuổi nhất đạt thành tích này.

## Học vấn và sự nghiệp
Năm 1985, ông đỗ đầu kỳ thi chọn đội tuyển IMO và cùng 5 học sinh khác tham dự IMO lần thứ 26 tại Phần Lan. Tại kì thi IMO, ông đã đoạt huy chương vàng với số điểm 35/42.
Năm 1986, Nguyễn Tiến Dũng sang Liên Xô học ở khoa Toán - Cơ, Đại học Tổng hợp Lomonosov. Cuối năm 2 đầu năm 3, ông làm việc dưới sự hướng dẫn của giáo sư A.T. Fomenko. Đến những năm cuối đại học, ông đã có 4 bài báo khoa học (trong đó có 2 bài viết chung với thầy hướng dẫn) đăng ở tạp chí toán có uy tín của Liên Xô cũ là Russian Math. Surveys, Adv. Soviet Math.
Tốt nghiệp cử nhân, ông làm việc tại Trung tâm Quốc tế Vật lý lý thuyết ở Trieste, Ý.
Năm 1994, ở tuổi 24, ông bảo vệ thành công luận án tiến sĩ toán học có nhan đề "Symplectic topology of integrable Hamiltonian systems" dưới sự hướng dẫn của Michèle Audin tại Đại học Strasbourg.
Sau đó có một thời gian ông làm việc tại Montpellier, Pháp, trước khi chuyển về làm giáo sư chính thức tại Đại học Toulouse, Pháp.
Năm 2007, Nguyễn Tiến Dũng được Ủy ban Quốc gia về đại học của Pháp (CNU) phong hàm giáo sư hạng nhất, khi mới 37 tuổi.
Năm 2015, ông được CNU phong hàm giáo sư hạng đặc biệt.

## Đóng góp
GS Dũng làm việc trong nhiều lĩnh vực của toán học gồm: Hình học vi phân, hình học simpletic và hình học Poisson, lý thuyết ergodic và hệ động lực, vật lý toán, phương pháp toán trong tài chính, lý thuyết độ phức tạp...
Đến nay, ông đã có hơn 50 bài báo khoa học, trong đó có tạp chí hàng đầu như: Ann. of Math., Ann. Sci. École Norm. Sup., Lett. Math. Phys., Phys. Lett. A
Ông là đồng tác giả của các sách chuyên khảo sau
- Dufour, Jean-Paul; Zung, Nguyen Tien. Poisson structures and their normal forms. Progress in Mathematics, 242. Birkhauser Verlag, Basel, 2005. xvi+321 pp.
- Bolsinov, Alexey; Morales-Ruiz, Juan J.; Tien Zung, Nguyen. Geometry and dynamics of integrable systems. Birkhauser/Springer, Cham, 2016. viii+140 pp.

Dù rời đất nước hơn 30 năm, nhưng ông vẫn giữ quốc tịch và thường xuyên về giảng dạy, trao đổi học thuật tại các viện nghiên cứu ở Việt Nam. GS Nguyễn Tiến Dũng được cho là sẵng sàn góp ý thẳng tính không nể nang. Các ý kiến của ông về các vấn đề như đánh giá tổng quan về nền toán học Việt Nam, sách giáo khoa, chương trình giáo dục tổng thể... luôn được giới chuyên môn đánh giá cao.
Ngoài toán, GS Dũng còn nghiên cứu về tin học, khoa học máy tính, làm chuyên gia phân tích chứng khoán cho một công ty trong nước. Năm 2015, ông cùng GS Hà Huy Khoái, GS Đỗ Đức Thái và một số người bạn khác lập ra "Tủ sách Sputnik"  dành cho các bạn học sinh.

## Phát biểu
Đánh giá về những nhà khoa học Việt Nam mua danh hiệu của nước ngoài (trong đó có GS Nguyễn Cảnh Toàn), ông trao đổi với báo VietNamNet (tháng 1/2006):

Có vị mang danh "viện sỹ nổi tiếng", "một trong mấy trăm bộ óc vĩ đại nhất của thế kỷ trên thế giới", tự so sánh "cống hiến khoa học" của mình ngang tầm với những nhà toán học tên tuổi như Lobachevsky, trong khi "công trình" của vị chẳng được ai trên thế giới quan tâm đến.

Trao đổi với PV Báo Trí thức trẻ về khả năng ngoại ngữ của các giáo sư ở Việt Nam, GS Dũng nhận xét rằng
Khái niệm "thạo tiếng Anh" là một khái niệm khá tương đối ở Việt Nam, và có GS tự ghi là "thạo tiếng Anh" nhưng chưa chắc đã biết tiếng Anh tốt bằng một học sinh trung học cơ sở.
Ngày 18/2/2018, GS Dũng gửi bản báo cáo dài 10 trang  tới tổng thư ký của Hội đồng chức danh giáo sư nhà nước, GS Trần Văn Nhung, nói về "sự giả khoa học" cũng như "thiếu cả về đạo đức và trình độ" của Bộ trưởng GDĐT Phùng Xuân Nhạ. Trao đổi với đài VOA Việt Ngữ, ông cho rằng
.. một người đã là giả khoa học thì không xứng đáng với một chức vụ nào hết. Nếu hội đồng thẩm định công nhận chuyện ông Phùng Xuân Nhạ là một người giả khoa học, thì theo tôi ông ta sẽ không đủ tư cách để giữ một chức vụ quản lý nào hết.